# Black (Alabama)
Pour les articles homonymes, voir Black.
Black est une municipalité américaine située dans le comté de Geneva en Alabama.
Selon le recensement de 2010, sa population est de 207 habitants. La municipalité s'étend sur 3,08 milles carrés (7,98 km2).

## Démographie
| 1910 | 1920 | 1930 | 1940 | 1950 | 1960 |
| ---- | ---- | ---- | ---- | ---- | ---- |
| 485  | 614  | 335  | 348  | 239  | 133  |

| 1970 | 1980 | 1990 | 2000 | 2010 | - |
| ---- | ---- | ---- | ---- | ---- | - |
| 171  | 156  | 174  | 202  | 207  | - |